# Per questo grande ed infinito amore
Per questo grande ed infinito amore è un album raccolta di Orietta Berti pubblicato nel 1996 dalla Polydor.

## Tracce
1. Semplici – 4:00 (G. Panceri, R. Rossi)
2. La canzone di Orfeo – 3:48 (A. Maria, Llenas, Bonfà, Camus, Panzeri)
3. Felicità – 2:55 (Salvet, AC Jobim, Camus, M. Panzeri, V. De Moraes)
4. Le foglie morte – 4:22 (A. Cavaliere, J. Prévert, J. Kosma)
5. Fascino – 2:48 (Marchetti, Larici)
6. T'ho voluto bene (Non dimenticar) – 3:01 (Redi, Galdieri)
7. Fino – 3:15 (Gaiano, Danvers)
8. Eternamente – 2:48 (C. Chaplin, Ardo)
9. Ieri sì – 3:00 (Testa, C. Aznavour, Mogol)
10. Ti senti solo stasera – 2:53 (Handman, Misselvia, Turk)
11. Non mi dire addio – 2:35 (Testa, Demy, Legrand, Pallavicini)
12. Canta ragazzina – 3:35 (Donida, De Pedrini, Iller)
13. Per questo grande ed... infinito amore – 4:00 (E. Riccardi)
14. Non ti scordar di me – 2:38 (D. Furnò, E. De Curtis)
15. Ma piano (Per non svegliarmi) – 3:07 (G. Meccia)
16. Non è più casa mia – 2:31 (B. Kesslair, C. François, H. Pagani, J. Chaumelle)
17. Amore baciami – 3:10 (C. A. Rossi, Testoni)
18. L'amore è blu – 3:12 (A. Pop, L. Beretta)
19. Per questo voglio te – 2:35 (De Ponti, Mogol)
20. Tema di Lara – 2:44 (G. Calabrese, Jarre, J. Webster)
21. Quelli eran giorni – 3:55 (Dajano, G. Raskin)
22. Solo tu – 2:45 (F. Monti Arduini)
23. Io potrei – 3:12 (F. Monti Arduini)
24. Vita della vita mia – 3:30 (A. Lucarelli, L. Beretta)